# Svastra maculata
Svastra maculata är en biart som beskrevs av Urban 1998. Svastra maculata ingår i släktet Svastra och familjen långtungebin. Inga underarter finns listade i Catalogue of Life.